# استان خائن
خائن (به اسپانیایی: Jaén) استانی در جنوب اسپانیا، در شرق بخش خودمختار اندلس است.

## جغرافیا
این استان هم‌مرز با استان‌های استان کوردوبا، سیوداد رئال، آلباسته و گرانادا است.
مرکز استان شهر خائن است.

## جمعیت و مساحت
۶۵۷٬۳۸۷ نفر (۲۰۰۳) در خائن زندگی می‌کنند که از این میان یک‌ششم در شهر خائن ساکن هستند. مساحت استان ۱۳٬۴۸۴ کیلومتر مربع است و ۹۷ دهستان دارد.

## اقتصاد
خائن یکی از بزرگترین تولیدکنندگان روغن زیتون در جهان است.

## ورزش
تورنمنت شطرنج لینارس هر سال در شهر لینارس برگزار می‌شود، بهترین شطرنج‌بازان جهان را به استان می‌کشاند.